# سعید حنایی
سعید حنایی (۱۶ فروردین ۱۳۴۱ – ۲۸ فروردین ۱۳۸۱) یک قاتل زنجیره‌ای ایرانی بود که کارگران جنسی را با انگیزه‌های دینی در مشهد به قتل می‌رساند. وی کارگری بود که به ‌همراه همسر و دو فرزند دختر و یک پسر در مشهد زندگی می‌کرد. او در ۴۰ سالگی در مشهد اعدام شد. قربانیان وی ۱۶ نفر بوده‌اند.
سعید حنایی معروف به «قاتل عنکبوتی»، «شکارچی زنان خیابانی» و «قاتل سریالی»؛ از مرداد ۱۳۷۹ تا مرداد ۱۳۸۰، ۱۶ زن را به قتل رساند. او فردی مذهبی بود، سابقه حضور در جبهه داشت و با همسرش در کلاس‌های قرآن شرکت می‌کرد. اهالی محل می‌گفتند فردی آرام و سر به زیر بود، ولی همسرش به روزنامه ایران گفته بود «او به جامعه بدبین بود.» او در تمام جلسه‌های بازپرسی و دادگاه، انگیزه‌اش را دینی و خیرخواهانه و با هدف از بین بردن «فساد در جامعه» عنوان می‌کرد. وی در یکی از مصاحبه‌هایش گفت:
«تا پیش از کشتن این آدم‌ها، باران نمی‌آمد و قحطی شده بود. همین که اطراف حرم را از وجود زن‌های تن‌فروش پاک کردم، باران آمد. آن موقع فکر کردم که باران به معنی تأیید اعمال من توسط خداست.»
فاطمه حنایی، همسر سعید حنایی، دلیل واقعی این جنایت‌ها را، تعرض ناموفق یک راننده تاکسی به خودش عنوان کرد. او روایت کرده بود که یک شب از یک تاکسی که راننده‌اش او را با کارگران جنسی اشتباه گرفته بود، خود را بیرون انداخته و وقتی بی‌رمق و با پای پیچ‌خورده به خانه آمده، سعید حنایی متوجه موضوع شده و از همان زمان تصمیم به «تنبیه» این زنان گرفته‌ است. گفته شده او ابتدا مردان را هدف قرار داده بود، ولی بعد از چندین برخورد و ضرب و شتم، به سراغ زنانی رفت که از منظر قانون و اجتماع، بی‌دفاع بودند.
نماینده دادستان در رد مذهبی بودن انگیزه قتل‌ها گفته بود که او با ۱۳ نفر از مقتولان خود پیش از کشتن آنها «رابطه جنسی برقرار کرده بود.» همچنین بخشی از گروه‌های تندروی مذهبی و حکومتی، عمل او را بر مبنای «مجوزهای شرعی» تأیید می‌کنند. تعدادی از رسانه‌های محلی در آن زمان او را «شهید راه امر به معروف و نهی از منکر» توصیف کرده بودند. قاضی منصوری حکم اعدام وی را صادر کرد و در ۲۸ فروردین ۱۳۸۱ در مشهد اعدام شد.
در مورد زندگی حنایی فیلم مستند و عنکبوت آمد (۲۰۰۱) و دو فیلم سینمایی عنکبوت (۱۳۹۸) و عنکبوت مقدس (۱۴۰۱) ساخته شده‌است.

## قتل‌ها
او توسط قاضی غلامرضا منصوری در جلسات متعدد دادرسی محاکمهو در پروندهٔ وی ۱۱ قتل ثبت شده بود که وی پس از دستگیری خودش به ۵ مورد دیگر اعتراف کرد. وی طی مرداد ۷۹ تا مرداد ۸۰ به ۱۶ فقره قتل دست زد که به قرار زیر است:
1. ۷ مرداد ۱۳۷۹، افسانه کریم‌پور زنی ۳۰ ساله، ناپدید شد.
2. ۱۰ مرداد ۱۳۷۹، زنی به نام لیلا آشفته در حالی که خفه شده بود، در زیر بوته‌زارهای گوجه فرنگی در حوالی جاده خین‌عرب مشهد پیدا شد.
3. ۱۱ مرداد ۱۳۷۹، در محله سجادشهر مشهد، جسد زنی به نام فریبا رحیم‌پور در یک گونی زرد رنگ کشف شد. او هم خفه شده بود.
4. ۳ دی ۱۳۷۹، کمی بالاتر از شرکت ایران خودرو مشهد، چادری مشکی که جسد زنی در آن پیچیده شده بود، کشف گردید. این زن معصومه نام داشت.
5. ۱۶ بهمن ۱۳۷۹، باز هم در روبه‌روی ایران خودرو، جسد زنی پیچیده در چادر کشف شد. نام این زن، سارا رحمانی ۲۷ ساله بود.
6. ۲۹ بهمن ۱۳۷۹، جسد زنی ۴۵ ساله به نام اعظم عبدی، در حالی که خفه شده بود در حوالی جاده خین‌عرب کشف شد.
7. ۱۹ اسفند ۱۳۷۹، جسد زن ۵۰ ساله‌ای به نام سکینه کیهان‌زاده در شمال شرقی مشهد کشف شد. جسد این زن نیز در چادری سیاه پیچیده شده بود.
8. ۲۳ اسفند ۱۳۷۹، جسد زن دیگری به نام خدیجه کامل قصری که با روسری خفه شده بود، در روستای دوست‌آباد حوالی مشهد کشف شد.
9. ۱۲ فروردین ۱۳۸۰، در حاشیه جاده قوچان - مشهد، در جوار میدان شهید فهمیده و جاده خین‌عرب، جنازه زنی پیچیده در چادر مشکی کشف شد. این زن مرضیه سعادتیان ۳۵ ساله بود.
10. ۱۴ فروردین ۱۳۸۰، جسد مریم، ۳۵ ساله در حالی که خفه شده و در چادری پیچیده شده بود در درگز کشف گردید.
11. ۱۵ فروردین ۱۳۸۰، جسد طوبی جشن‌آبادی، ۳۵ ساله، در چادری پیچیده شده بود، کشف شد.
12. ۲۴ فروردین ۱۳۸۰، عذرا حاجی‌زاده ۳۱ ساله خفه شده بود. جسد در خیابان خیام شمالی مشهد کشف شد.
13. ۳ تیر ۱۳۸۰، جسد مریم بیگی ۲۸ ساله در بلوار شهید موسوی مشهد و اجساد شیوا و زهرا نیز در نقاطی در همان نزدیکی کشف شد. هر سه آن‌ها خفه شده بودند.
14. ۱۱ تیر ۱۳۸۰، جسد لیلا، ۲۰ ساله که خفه شده بود در مشهد پیدا شد.
15. ۲۴ تیر ۱۳۸۰، جسد محبوبه الهی ۱۸ ساله در جاده قدیم قوچان کشف شد.
16. مرداد ۱۳۸۰، زهرا صدخسروی ۳۳ ساله آخرین قربانی بود که رسانه‌ها قاتل این زنان را «قاتل عنکبوتی» نامیدند.

## انگیزه قاتل
او در تمام جلسه‌های بازپرسی و دادگاه، انگیزه‌اش را اعتقادی و خیرخواهانه و با هدف از بین بردن «فساد در جامعه» عنوان می‌کرد.

## دستگیری
مژگان، آخرین هدف حنایی بود که توانست از دست او بگریزد. پس از گذشت یک‌هفته مژگان در طرح ویژه پلیس دستگیر شد و در بازجویی به ماجرای سوء قصد به جانش اقرار کرد و با آدرسی که مأموران از وی گرفتند، موفق به دستگیری سعید حنایی شدند، سردار مؤمنی در پاسخ به این سؤال که آیا یک اتفاق ویژه سبب لو رفتن قاتل شد یا اینکه دقیقاً برنامه‌ریزی شده موفق به دستگیری شدید گفت: «دقیقاً برنامه‌ریزی کرده بودیم. او سر همه صحنه‌های قتل خود، حاضر می‌شد حتی در برخی از مواقع به جابه‌جایی جنازه‌ها کمک می‌کرد. یک بار نیز دستگیر شده بود اما با رد گم کردن توانست از دست پلیس خلاص شود؛ ولی نهایتاً با طراحی که صورت گرفت و تمام نیروهای انتظامی منطقه را برای دستگیری او بسیج کردیم دستگیر شد.»

## اعترافات در دادگاه
وی اتهام سوء استفاده از كارت امر به معروف و نهی از منكر توسط خود را تكذیب كرد و گفت: «تمامی افرادی كه من با موتور یا ماشین به منزل آوردم، با خواست خود و بدون ارایه كارت می‌آمدند». حنایی افزود:«من با این افراد كه دارای چهره‌هایی مشخص و متمایز از دیگران بودند، صحبت كرده و با آنها مبلغی را طی می‌كردیم و پس از آوردن آنها به منزل در یك حركت غافلگیرانه از پشت سر به آنها حمله كرده و گلوی آنها را می‌فشردم و پس از یك تا ۲ دقیقه با روسری به طور كامل آنها را خفه كرده، در چادرشان می‌پیچیدم.» وی با بیان این كه به غیر از مقتول اول كه دارای یك حلقه، یك گردنبند و ۱۰ هزار تومان پول بود، كل مبالغ ۱۵ مقتول دیگر را ۳۹۰۰ تومان به همراه ۵ بلیت اتوبوس اعلام و اظهار داشت: «من مبلغ ۳۹۰۰ تومان را نیز صرف خرید لاستیك برای موتورم كردم كه بتوانم برای حمل و نقل این زنان مشكلی نداشته باشم.» در ادامه سعید حنایی بنا به درخواست رییس دادگاه به بیان جزییات ۱۶ قتل پرداخت و در هر مورد به پرسشهای ریاست دادگاه پاسخ گفت. وی با بیان مكانهایی كه زنان را سوار می‌كرده و طریقه قتل و مكان قتل آنها به مكانی كه هر كدام از مقتولین را در آنجا رها می‌كرد، اشاره و مكان قتل‌ تمامی مقتولین به جز قتل دوم را در منزل خود عنوان كرد و گفت: «در زمان وقوع ۳ قتل اول ما مستاجر نداشتیم و از قتل ۴ به بعد، زمانی این زنها را به خانه می‌آوردم كه مطمئن بودم كسی در خانه نیست. مستاجر ما چون راننده كامیون بود  معمولا در سفر بود و در این زمان، همسرش به خانه پدرش یا پدرشوهرش می‌رفت و از سویی من اطلاع داشتم خانواده خودم، چه زمانهایی در خانه نیستند.» 
حنایی بر انگیزه مذهبی خود در انجام چنین قتلهایی تاكید كرد و اظهار داشت: «برداشت بعضی از افراد كه من را انسانی شهوتران می‌دانند، نادرست است. من در هیچ زمانی كه این قتلها را انجام می‌دادم، ناراحت نبودم؛ چون می‌دانستم كه برای هر آغازی، پایانی است و بالاخره یك روز دستگیر می‌شوم. روزی كه دستگیر شدم خدا را شكر كردم ؛ زیرا از این مطلب را با هیچ كس مطرح نكرده بودم و از لحاظ روحی تحت فشار بودم ؛ به همین دلیل بود كه بدون هیچ مقاومتی در اولین فرصت به تمامی موارد اعتراف كردم و حتی بدون این كه از من پرسشی شود، به بیان جزییات ریز ماجرا پرداختم.» سعید حنایی در پاسخ به این پرسش رییس دادگاه كه «از كجا متوجه می‌شدی این زنان، معتاد و یا دارای فساد اخلاقی هستند؟» اظهار داشت: «چهره این افراد و معاشرت آنها با افراد مختلف گویای این واقعیت بود و حتی ۵ تا ۶ نفر از آنها مكان‌هایی را به من معرفی كردند كه انوع مواد مخدر و تعداد زیادی از زنان خیابانی و دختران فراری در آنجا رفت و آمد می‌كردند. من در چند مورد با مراجعه به پاسگاه نیروی انتظامی بعضی از این زنان را تحویل دادم؛ ولی آنها توجهی نكردند و فهمیدم پس از یك ساعت آنها را آزاد می‌كنند. حتی یكی از مامورین نیروی انتظامی به من گفت كه اگر می‌خواهی در عرض نیم ساعت ۱۰۰ نفر از این زنان را به تو نشان دهم، لذا من تصمیم گرفتم خودم اقدام كند.»
سعید حنایی در مورد قتل نهم كه در شب تاسوعای سال ۱۳۸۰ اتفاق افتاد، گفت: «من در آن شب به ۳ نفر از زنان خیابانی مبلغ ۲ هزار تومان دادم تا از این كار در این شب منصرف شوند؛ ولی نفر چهارم علاوه بر دریافت پول عنوان كرد كه بالاخره ما باید هر شب چنین كاری انجام دهیم كه این حرف او باعث شد من به عنوان مشتری همراه او شده و وی را به قتل برسانم. وی در پاسخ به این پرسش قاضی كه «هدف از وقوع قتل‌ها در روزهای یكشنبه در مورد قتلهای آخری چه بوده است؟» تصریح كرد: «از آن جایی كه یكشنبه‌ها اقوام، مجلس روضه داشتند و كسی در خانه نبود، لذا این روز را انتخاب می‌كردم و دلیل خاص دیگری نداشتم.» حنایی در مورد زنان معروف به زنان خیابانی گفت: «زنانی كه توسط من به قتل رسیدند، اكثرا با ۲ هزار تومان راضی می‌شدند، آنها كسانی بودند كه رنگ حمام را ندیده و بدنهایشان بوی مواد مخدر می‌داد. وی با تاكید بر گسترش فساد درسطح جامعه اظهار داشت: «چند روز قبل از دستگیری در یكی از خیابان‌های مشهد فردی را دیدم كه از لحاظ تیپ و لباس مشابه افراد ساكن كشورها خارجی بود و چنین وضعی برای كشوری اسلامی و شهر مقدسی چون مشهد مناسب نیست.»
درحاشیه اولین جلسه دادگاه سعید حنایی: چهره مصمم و آرام سعید حنایی در طول برگزاری دادگاه، مشهود و باعث تعجب افراد حاضر دردادگاه بویژه خبرنگاران شده بود. تعداد زیادی خبرنگار و عكاس این مراسم را پوشش می‌دادند كه قاضی دادگاه در چند مورد از عكاسان خواست نظم دادگاه را رعایت كنند. عبدالله فراهانی، وكیل سعید حنایی نیز در طول برگزاری دادگاه در كنار سعید حنایی حضور داشت.

## عنوان‌های اتهامی
نماینده مدعی‌العموم با اشاره به «شواهد موجود، از جمله اقرار صریح، روشن و مکرر متهم، بازسازی صحنه‌های قتل توسط وی و انطباق با شواهد موجود، کشف اجساد مقتولان، اظهارات خانم مژگان حیدری که از دست متهم فرار کرده بود و معاینات پزشکی قانونی»، اتهامات وی را «قتل، سرقت، جعل کارت بسیج و جعل کارت امر به معروف و نهی از منکر و ارتکاب ۱۳ مورد زنای محصنه» عنوان کرد و از ریاست دادگاه خواستار اشد مجازات برای متهم شد. وی با اشاره به گفته‌های حنایی در جلسه دوم دادگاه که انگیزه خود را خیرخواهانه بیان کرده بود، گفت: «اگر انگیزهٔ خیرخواهانه‌ای در کار بوده‌است، پس چرا در ۱۳ مورد از ۱۶ مورد قتلش دست به تجاوز زده‌ است؟»

## اعدام
حکم اعدام عامل قتلهای عنکبوتی به جرم قتل ۱۶ نفر در شهر مشهد و اطراف آن سحرگاه ۲۸ فروردین ۱۳۸۱ با حضور مقامات قضایی، اولیای دم و مأموران نیروی انتظامی در محوطه زندان وکیل‌آباد مشهد اجرا شد.

## در رسانهٔ هنری
فیلم مستندی به نام و عنکبوت آمد به کارگردانی مازیار بهاری دربارهٔ سعید حنایی و قتل‌های او ساخته شده که شامل مصاحبه با او است. در سال ۱۳۹۸ فیلمی به نام عنکبوت به کارگردانی ابراهیم ایرج‌زاد با بازی محسن تنابنده در نقش سعید حنایی ساخته شد.
در سال ۱۴۰۱ فیلم دیگری دربارهٔ زندگی او به نام عنکبوت مقدس با بازی زر امیرابراهیمی و مهدی بجستانی، به کارگردانی علی عباسی در کشور اردن ساخته شد که به بخش اصلی رقابتی جشنواره فیلم کن ۲۰۲۲ راه یافت و زر امیرابراهیمی برنده جایزه بهترین بازیگر زن رقابتها شد.